# 5368 Vitagliano
5368 Vitagliano este o planetă minoră (asteroid), cu un diametru de 34,807 km, din centura de asteroizi. A fost descoperită pe 21 septembrie 1984 la Observatorul European Austral de Henri Debehogne și a fost numită după Aldo Vitagliano⁠(d). 
Obiectul prezintă o orbită caracterizată de o semiaxă mare de 3,9697328 UAi, o excentricitate de 0,08, o înclinație de 6,26327 ° în raport cu ecliptica.